# Smelowskia porsildii
Smelowskia porsildii är en korsblommig växtart som först beskrevs av William Holland Drury och Reed Clark Rollins, och fick sitt nu gällande namn av Boris Alexandrovich Jurtzev. Smelowskia porsildii ingår i släktet Smelowskia och familjen korsblommiga växter. Inga underarter finns listade i Catalogue of Life.